# Processeur physique
 (septembre 2018).
Si vous disposez d'ouvrages ou d'articles de référence ou si vous connaissez des sites web de qualité traitant du thème abordé ici, merci de compléter l'article en donnant les références utiles à sa vérifiabilité et en les liant à la section « Notes et références ».
Un processeur physique (en anglais PPU de Physics Processing Unit), est un microprocesseur qui est destiné aux calculs de modélisation physique, plus particulièrement dans les jeux vidéo. 

## Fonctionnalités
Un PPU peut matériellement prendre en charge les calculs suivants :
- dynamique des corps rigides ;
- dynamique des corps mous ;
- détection de collision ;
- dynamique des fluides ;
- système de particules ;
- calculs de structures complexes (cheveux, vêtements) ;
- méthode des éléments finis ;
- tribologie.

Tout comme pour le processeur graphique, le but est de limiter, au maximum, des calculs effectués sur le CPU qui doit déjà gérer un grand nombre d’opérations dans le cadre d’un jeu vidéo ou d’une application graphique.

## Utilisation
Peu d’applications réussissent à profiter d’une telle carte physique, pour le moment, à cause d’un manque d’optimisation logicielle et de la rareté de ce matériel. Le premier processeur de ce type fut PhysX conçu par AGEIA. La première carte physique est en vente au Japon depuis la mi-mai 2005[réf. nécessaire].

## Alternative
L’accélération des calculs physiques peut aussi se faire sur un cœur de processeur disponible, lorsque l’ordinateur en dispose de plusieurs, ou sur une carte graphique supplémentaire (voir SLI), utilisée en coprocesseur, via les Shaders 2.0, par exemple appelée à l’aide de Direct Physic[réf. nécessaire].